# League Bowling
League Bowling（リーグ・ボウリング）は、SNKが1990年から稼動を開始したアーケードゲーム。Multi Video System作品で、同年12月10日には家庭用ネオジオ版が発売されている（廉価版も1991年7月1日に発売）。

## 概要
ボウリングゲームであり、ルールは通常のボウリングと一緒だが、スプリットになったときに両方のピンを倒してスペアを取ることができない。
モードは全部で3つで、通常のボウリングをプレイするモードの他にストライクとスペアの点数が変動するモードとして「FLASH」（全てのピンを倒したときに光っていた盤面の点数が入る）、「STRIKE 90」（ストライクが90点となる）がある。
SNKが発表したボウリングゲームは、このゲーム以外にない。

## 移植版
1994年9月9日にはネオジオCDに移植されている。2011年7月12日からはWiiバーチャルコンソールで、またアケアカNEOGEOの1作品として2018年7月19日にPlayStation 4・Xbox One・Nintendo Switchで、2019年5月24日にWindows 10で、2023年5月18日にiOS・Androidでそれぞれ配信。

## 評価
ネオジオフリークが1997年に同誌で行ったネオジオゲームツインレビューでは4、2の6点。レビュアーは演出が凝っていて少しのミスで大差がつくこともありスリリングで実際のボウリングと同じく対戦すれば熱くなれるが、2つの特殊モードはあまり変わり映えせずもっと違ったものが欲しかったとした。